# Крайовий Іван Гнатович
Іван Гнатович Крайовий (Краєвой) (? — ?) — український радянський діяч, начальник Ашхабадської та Львівської залізниць. Депутат Львівської обласної ради 2-го скликання.

## Біографія
Працював на залізниці.
Член ВКП(б).
На 1942 рік — начальник Ашхабадської залізниці Туркменської РСР.
У 1947—1948 роках — начальник Львівської залізниці.
Подальша доля невідома.

## Звання
- генерал-директор тяги 3-го рангу

## Нагороди
- орден Трудового Червоного Прапора (2.08.1942)
- ордени
- медалі